# مکانی در آفتاب
مکانی در آفتاب (به انگلیسی: A Place in the Sun) فیلمی محصول سال ۱۹۵۱ به کارگردانی جرج استیونز است که بر پایهٔ رمان تراژدی آمریکایی اثر تئودور درایزر ساخته شد. عنوان فیلم به معنی موقعیت مطلوب برای ترقی است. جرج استیونز جایزه بهترین کارگردانی اسکار را دریافت کرد. همچنین مونتگومری کلیفت و شلی وینترز برای بازی در این فیلم نامزد دریافت جایزه اسکار بهترین بازیگر نقش اول مرد و زن شدند.
فیلم‌های ایرانی پنجره و تکیه بر باد از روی داستان این فیلم ساخته شده‌اند.

## خلاصه داستان
جوان فقیری (مونتگومری کلیفت) برای کار به شهر دیگری می‌رود تا در کارخانه عمویش کار کند. در آنجا با دختر کارگری به نام آلیس (شلی وینترز) آشنا می‌شود و با او رابطه عاطفی برقرار می‌کند. در همین حین عاشق دختر ثروتمندی به نام آنجلا (الیزابت تیلور) می‌شود. در این گیرودار آلیس به او فشار می‌آورد که باید هرچه زودتر ازدواج کنند، چون باردار شده‌است.